# Thymoites delicatulus
Thymoites delicatulus là một loài nhện trong họ Theridiidae.
Loài này thuộc chi Thymoites. Thymoites delicatulus được Herbert Walter Levi miêu tả năm 1959.